# John Cobb (piloto)
John Rhodes Cobb (2 de diciembre de 1899 - 29 de septiembre de 1952) fue un automovilista británico de principios a mediados del siglo XX, tres veces titular del récord de velocidad en tierra (en 1938, 1939 y 1947), en las tres ocasiones establecido en el Salar de Bonneville en Utah (Estados Unidos). Fue galardonado con el Trofeo Segrave en 1947. Murió en 1952, mientras pilotaba una lancha motora en el lago Ness, intentando batir el récord de velocidad náutico.

## Primeros años
Cobb nació en el pueblo de Esher, en el condado inglés de Surrey en 1899, cerca del circuito de Brooklands. Como empresario, desarrolló  una exitosa carrera como Director Gerente de los corredores de pieles Anning, Chadwick and Kiver. Esta disponibilidad de recursos económicos le permitió financiar su pasión por las carreras de vehículos con motores de gran cilindrada.

## Carrera por el récord de velocidad
Consiguió el récord de la vuelta rápida en la pista de carreras de Brooklands, manejando un Napier-Railton de 24 litros a una velocidad promedio de 143,44 mph (230,8 km/h), marca lograda el 7 de octubre de 1935, habiendo superado previamente el récord de 1931 establecido por Sir Henry "Tim" Birkin manejando el Bentley Blower No.1, y recuperándolo de su amigo Oliver Bertram.

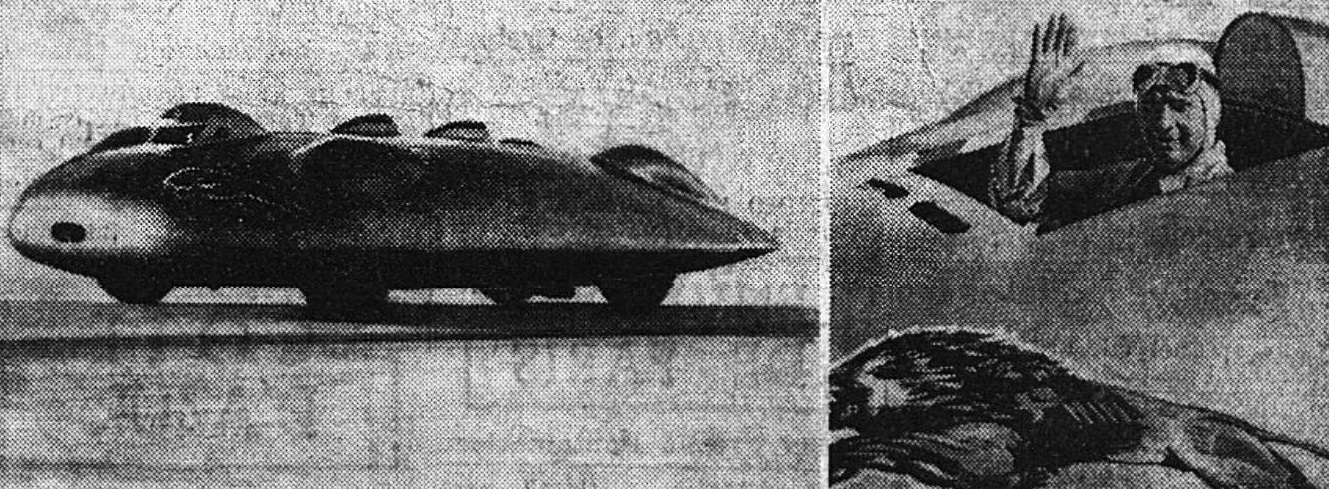
El Railton Special y John Cobb en su cabina

Conduciendo el Railton Special, rompió el récord mundial de velocidad en tierra en el salar de Bonneville el 15 de septiembre de 1938, logrando una marca de 350 millas por hora (563,3 km/h). Lo rompió dos veces más en el mismo lugar, el 23 de agosto de 1939, alcanzando las 369 millas por hora (593,8 km/h), y sin que esta marca fuera superada por nadie más, elevó el récord a 394 millas por hora (634,1 km/h) en 1947.

## Servicio militar
Durante la Segunda Guerra Mundial sirvió como piloto en la Real Fuerza Aérea Británica, y entre 1943 y 1945 en el Air Transport Auxiliary, siendo desmovilizado con el rango de capitán. Hizo una aparición (que no figura en los créditos) en la película de propaganda de tiempos de guerra Target for Tonight (1941).

## Muerte

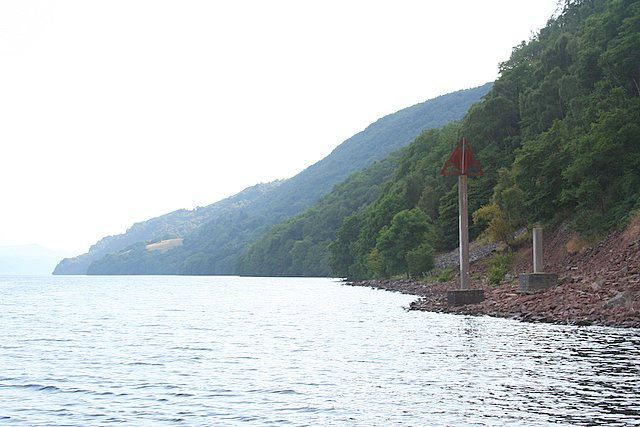
Lugar de salida de John Cobb en la prueba de la milla en la que perdió la vida

Cobb murió a la edad de 52 años el 29 de septiembre de 1952, mientras intentaba romper el récord mundial de velocidad náutico sobre el lago Ness en Escocia, pilotando la lancha rápida con motor de reacción Crusader a una velocidad superior a 200 millas por hora (321,9 km/h). Durante el recorrido, la lancha motora golpeó posiblemente una estela en el agua y se desintegró, perdiendo Cobb la vida al instante. Su cuerpo, que había sido lanzado 45 m más allá que los restos de la motora, fue recuperado del lago y devuelto al condado de Surrey, donde fue enterrado en el cementerio de la Iglesia de Cristo, de Esher. Posteriormente, un grupo de habitantes de Glenurquhart erigió un monumento en la orilla del lago Ness en su memoria.

## Vida personal

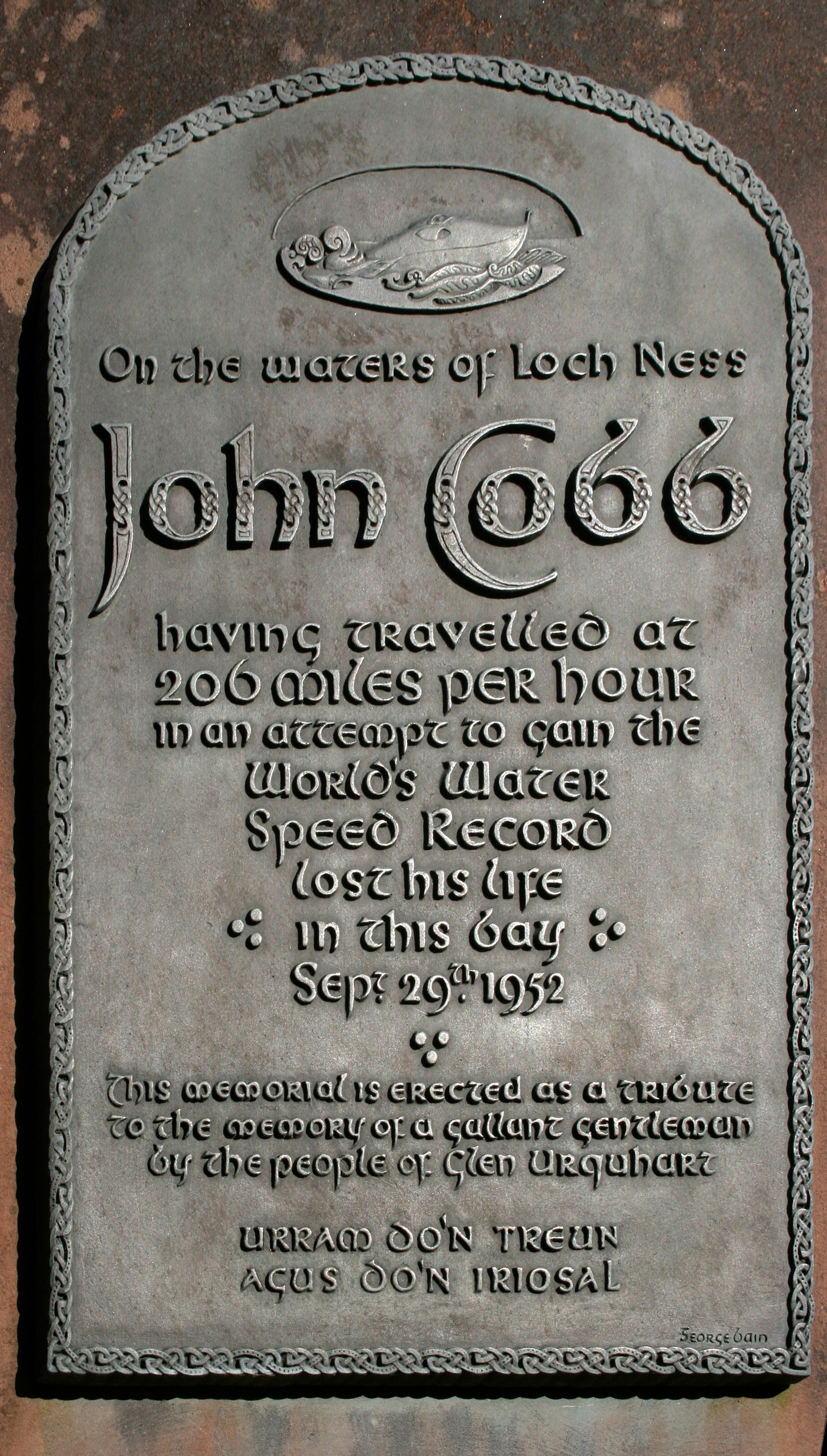
El monumento dedicado a John Cobb

John Cobb se casó dos veces, primero con Elizabeth Mitchell-Smith en 1947. Después de la muerte de su primera esposa en 1948, se casó con Margaret Glass (1917–2007) en 1950.

## Premios
- Trofeo Segrave (1947).
- El 27 de marzo de 1953 recibió póstumamente el "Queen's Commendation for Brave Conduct":

John Rhodes Cobb (fallecido), piloto de carreras. "Por los servicios prestados mientras intentó romper el récord mundial de velocidad en el agua, y en la investigación de la alta velocidad en el agua, en el transcurso del cual perdió la vida.